# Manuel Cardoni
Manuel Cardoni (Esch-sur-Alzette, 22 september 1972) is een voormalig profvoetballer uit Luxemburg, die tijdens zijn carrière speelde als middenvelder. Hij kwam jarenlang uit voor Jeunesse Esch (1992-1996 en 1998-2006). Zijn vader Furio Cardoni (1948) geldt als een van Luxemburgs beste spelers van begin jaren zeventig. Na zijn actieve loopbaan ging Cardoni aan de slag als voetbaltrainer.

## Clubcarrière

### Erelijst
- Luxemburgs voetballer van het jaar

1995, 1996, 1999, 2000
- Monsieur Football

1996

## Interlandcarrière
Cardoni speelde in totaal 69 interlands voor Luxemburg in de periode 1993-2004. Hij maakte zijn debuut op 20 mei 1993 in de WK-kwalificatiewedstrijd tegen IJsland, die eindigde in een 1-1 gelijkspel. Zijn laatste interland speelde hij op 13 oktober 2004 in Luxemburg tegen Liechtenstein (0-4 nederlaag). Cardoni maakte in totaal vijf interlanddoelpunten. Zo nam hij de enige treffer voor zijn rekening in het EK-kwalificatieduel tegen Malta , op 22 februari 1995 in Ta' Qali; een van de weinige overwinningen van Luxemburg in de jaren negentig.
| Interlanddoelpunten | Interlanddoelpunten | Interlanddoelpunten | Interlanddoelpunten | Interlanddoelpunten | Interlanddoelpunten | Interlanddoelpunten |
| #                   | Datum               | Locatie             | Tegenstander        | Goal(s)             | Uitslag             | Wedstrijd           |
| ------------------- | ------------------- | ------------------- | ------------------- | ------------------- | ------------------- | ------------------- |
| 1                   | 22/02/1995          | Ta' Qali            | Malta               | 55'                 | 0–1                 | EK-kwalificatie     |
| 2                   | 13/03/1996          | Luxemburg           | Zwitserland         | 8'                  | 1–1                 | Oefeninterland      |
| 3                   | 23/02/2000          | Luxemburg           | Noord-Ierland       | 41'                 | 1–3                 | Oefeninterland      |
| 4                   | 17/04/2002          | Hesperange          | Liechtenstein       | 83'                 | 3–3                 | Oefeninterland      |
| 5                   | 08/09/2004          | Luxemburg           | Letland             | 62'                 | 3–4                 | WK-kwalificatie     |